# Турксант
Турксант (575 – 610) е управител на западната част на Тюркския каганат, син на ябгу Истеми (551 – 575). Приема се, че тюркската форма на името му била Türk šad. Менандър го нарича, един от вождовете (ήγεμονων) на турките”, като освен него имало още седем.